# Ryoko Sakae
Ryoko Sakae –en japonés: 坂本涼子, Ryōko Sakae– (24 de abril de 1970) es una deportista japonesa que compitió en lucha libre. Ganó cuatro medallas en el Campeonato Mundial de Lucha entre los años 1989 y 1996.

## Palmarés internacional
| Campeonato Mundial | Campeonato Mundial | Campeonato Mundial | Campeonato Mundial |
| Año                | Lugar              | Medalla            | Categoría          |
| ------------------ | ------------------ | ------------------ | ------------------ |
| 1989               | Martigny (Suiza)   | Medalla de plata   | 57 kg              |
| 1990               | Luleå (Suecia)     | Medalla de bronce  | 57 kg              |
| 1992               | Lyon (Francia)     | Medalla de oro     | 57 kg              |
| 1996               | Sofía (Bulgaria)   | Medalla de bronce  | 53 kg              |